# Gwion Edwards
Gwion Dafydd Rhys Edwards, né le 1er mars 1993 à Lampeter au pays de Galles, est un footballeur gallois qui évolue au poste de milieu de terrain au Morecambe.

## Biographie

### En club
Né à Lampeter, Edwards est formé quatre ans à Swansea City avant de signer son contrat professionnel en 2011. Il ne joue toutefois jamais pour le club, et se voit prêté aux autres clubs, dont St Johnstone, qu'il rejoint le 31 janvier 2013 et avec lequel il fait ses débuts professionnels, le 3 février, lors d'un match de la Coupe d'Écosse contre Saint Mirren.
Le 1er juillet 2013, il est prêté de nouveau au St Johnstone, qui joue cette saison à la Ligue Europa. Lors de cette saison il joue 17 matchs, marquant 1 but.
Le 27 mars 2014, il est prêté à Crawley Town jusqu'à la fin de la saison. Le 11 juillet 2014, il rejoint Crawley de manière permanente. 
Le 24 juin 2016, il rejoint Peterborough United. Avec cette équipe, il inscrit sept buts en League One en 2016-2017, puis cinq buts en 2017-2018.
Le 17 juillet 2018, il rejoint Ipswich Town, club évoluant en Championship (D2 anglaise).
Le 3 janvier 2024, il rejoint Morecambe.

### En sélection
Le 11 septembre 2011, il fait ses débuts en faveur de l'équipe du Pays de Galles espoirs, lors d'un match contre l'équipe de Tchéquie. Il inscrit son premier but avec les espoirs le 19 mai 2014, contre l'Angleterre.

## Palmarès

### En club
- Champion d'Angleterre de D3 en 2022 avec Wigan